# 嘆きのボイン
「嘆きのボイン」（なげきのボイン）は、落語家・漫談家である月亭可朝作詞・作曲の歌笑曲（コミックソング）。テイチクレコードより1969年12月10日発売。80万枚の大ヒットとなる。B面には『女は魔もの』が収められている。この項では、同曲の再録音バージョン『嘆きのボイン2017』についても記述する。

## 曲想
冒頭から「ボインはぁ〜赤ちゃんが吸うためにあるんやでぇ〜、お父ちゃんのもんとちがうのんやでぇ〜」の衝撃的な歌詞で始まるこの曲を、自らチョビヒゲ、メガネ、カンカン帽といういでたちとギターの弾き語りと癖のある独特の節回しで語りかけるように歌い、一世を風靡。
曲想はそのコミカルな歌詞と歌い口とは相反するかのごとく、しみじみと物悲しくエレジー調であり、「これがほんまのチチ帰るやおまへんか〜、こらほんまやでぇ〜」の終結部では多くの聴衆に言いようのない感動すらもたらせることに成功した。
元は、外回りの営業の時に洒落でやっていたのがウケて、続きを作れと言われて出来た曲だと本人が語っていたことがある。

## その影響
ボインという言葉が世間を席巻し、すっかり定着。当時、全国津々浦々にいたるまで男子小学生のほぼ全員がこの歌を口ずさめた。「おおっきいのんがボインなら、ちっちゃいのんはコインやで、もっとちっちゃいのんは、ナインやで」などのくだりは、特に小中学生には受けた。
「乳房が赤ちゃんのためにある」というフレーズは子供達にとって至極当然の内容であった。但しこれに「それが父親のためにあるのではない」と付け加えられることで、子供達は母親の授乳器官が同時に性的器官であることを暗に悟らされることになった。この事実を確認するために質問をぶつけられた大人達は当惑しかつ回答に窮し、対応としては子供達を叱りこの歌を歌うことを子供達に禁ずる以外の手段を持たなかった。全国の小学校で歌ってはならない歌と定められ、これに対して子供達は殊更この歌を歌うという現象がおきた。結局、なぜこの歌を歌ってはならないかと言う合理的な理由は子供達に示されることはなかった。子供達は大人たちの気色ばんだ表情から、何かこれ以上触れてはいけないものを感じ、かつ、母親の乳房が子供の占有物ではなく、父親と想像出来ぬ形で共有している事実を悟るのであった。
この曲の、テレビというメディアを通してのコミックソングとしての大成功がその後の『赤とんぼの唄』『魚屋のオッサンの歌』 などで知られる“あのねのね”などコミックシンガーの登場の引き金となる。

## ボインの語源
月亭可朝のこの曲をして「うれし恥ずかし昭和の日本語」と歌われたボインという言葉の生みの親は大橋巨泉とされている。当時の人気テレビ番組『11PM』（日本テレビ・読売テレビ）の撮影中、朝丘雪路が水着でプールに飛び込んだ際に、ビキニが取れてしまい、豊かな乳房が丸出しになってしまったのを見た大橋巨泉が「ボイン」と表現したのが始まりといわれる。しかし、現代では死語となっており、巨乳という言葉に取って代わられた。
ただし、可朝本人は「遊園地のプールで営業していたときに、水着のお姉ちゃん見てたら胸がボインボインとしていてそこからひらめいた」と発言したこともある。

## 再録音バージョン
2017年11月、可朝の落語家生活60周年を記念し、7インチアナログEP『嘆きのボイン2017/シャッシャッ借金小唄』、ベスト盤CD『ザ・月亭可朝ベスト+新曲』がリリース。双方に同曲の再録音（セルフカバー）バージョン『嘆きのボイン2017』が収録された。なお、オリジナル版も同時収録。可朝は翌年3月に死去し、これが最後のリリースディスクとなった。

## その他
- アニメ『ハクション大魔王』（フジテレビ系列）の第33回Bパート「大魔王はコケッコーの話」で、冒頭、カンちゃん一家とアクビが見ているテレビ番組に可朝が出演し、この歌を歌っていた。ただし歌は替え歌で、可朝役は本人ではなく二代目相模太郎（ブル公役でレギュラー出演）だった。
- 更にそのフジテレビ系列で放送されたバラエティ『祭りだ!ワッショイ!』のワンコーナー「おたのしみアニメ劇場（歌謡アニメ劇場）」（制作：スタジオ・ゼロ）でも、この歌が使用された[3]。キャラクターデザインは藤子不二雄A。
- 1996年、学生援護会（当時）の求人情報誌『an』のテレビCM（発見百万馬力）で、鈴木蘭々が本曲の替え歌を歌っていた。ただし、歌詞が関西弁であること以外、意味として本曲との関連性はない。
- 2015年7月26日放送のFNS27時間テレビのコーナー『2015 FNS「ドリームカバー」歌謡祭』でMay J.が歌唱した[4]。
- 2019年放送のケンタッキーフライドチキン「ローストチキンサンド」のCMソングが、本曲に酷似しているとインターネット上で話題になった[5]。